# Nova Štifta (Sodražica)

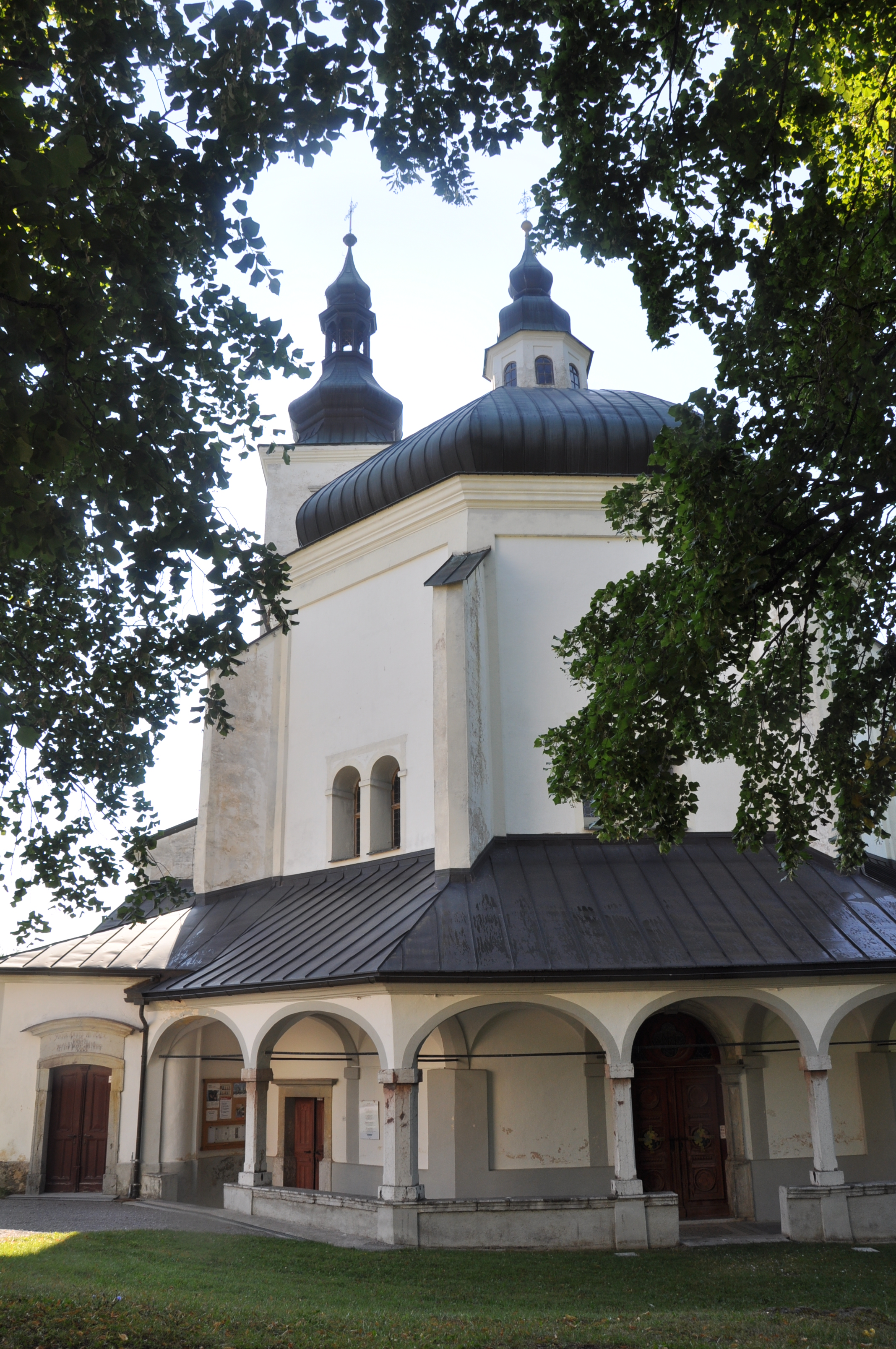
Wallfahrtskirche Neustift

Die Ortschaft Nova Štifta (deutsch Neustift) gehört zu der 22 Ortschaften umfassenden Gemeinde Sodražica im Ribnica-Karstfeld in der historischen Landschaft Dolenjska (Unterkrain), Region Jugovzhodna Slovenija, in Slowenien.
Nova Štifta ist bekannt durch seine Wallfahrtskirche Mariä Himmelfahrt.

## Wallfahrtskirche Maria Himmelfahrt
Die Kirche im Barockstil wurde zwischen 1641 und 1671 erbaut.  Die Kirche hat ein achteckiges Kirchenschiff und einen kleineren quadratischen Chor mit abgeschrägten Ecken. Die Kuppel ist 27 Meter hoch und wird von einem Glockenturm mit barockem Dach gekrönt.
Der Stil der Kirche bezieht sich auf die Marienkirche in Lodi, Italien, die als Vorbild für viele spätere Kirchen in Slowenien diente.

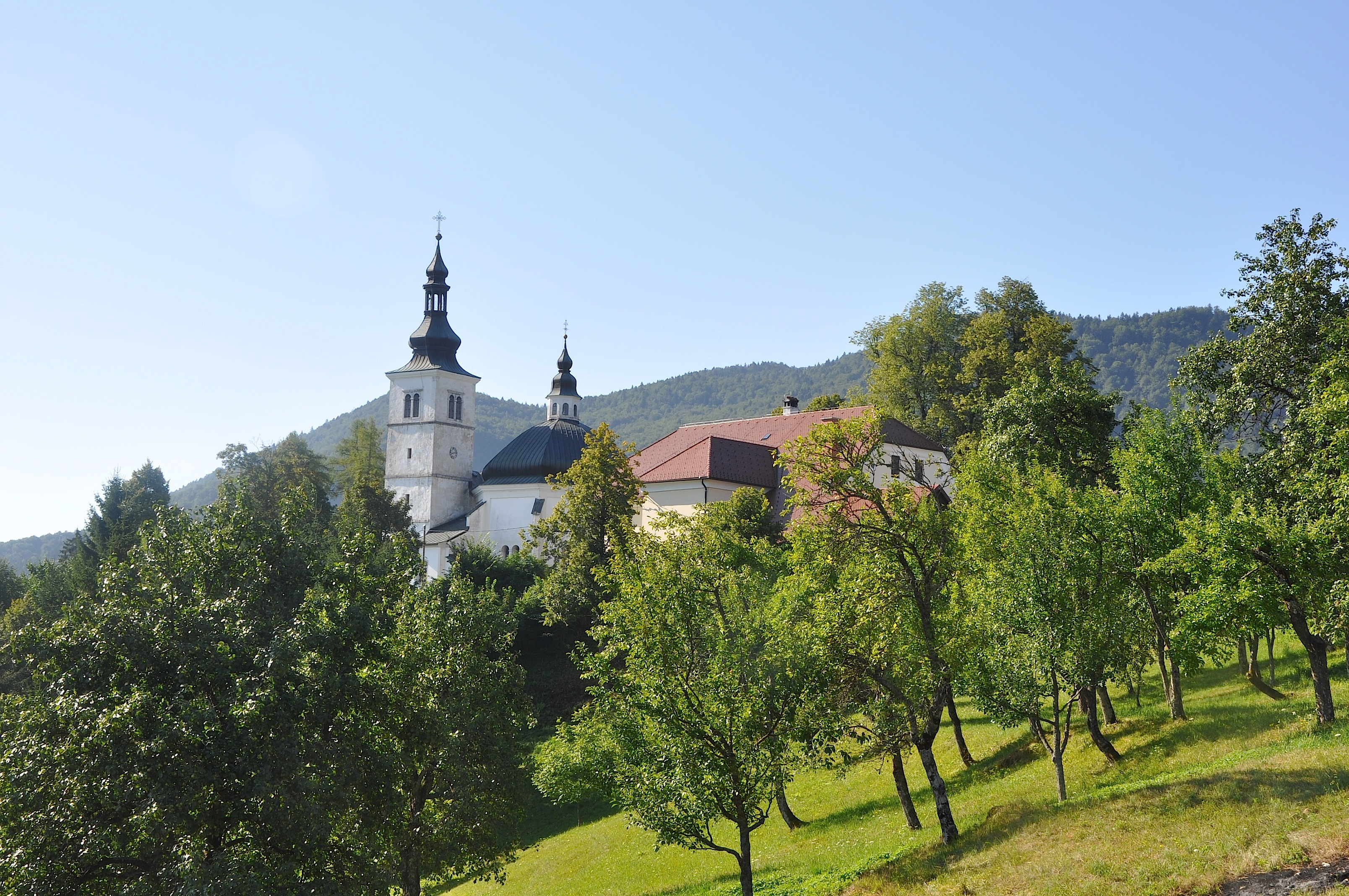
Wallfahrtskirche Maria Himmelfahrt
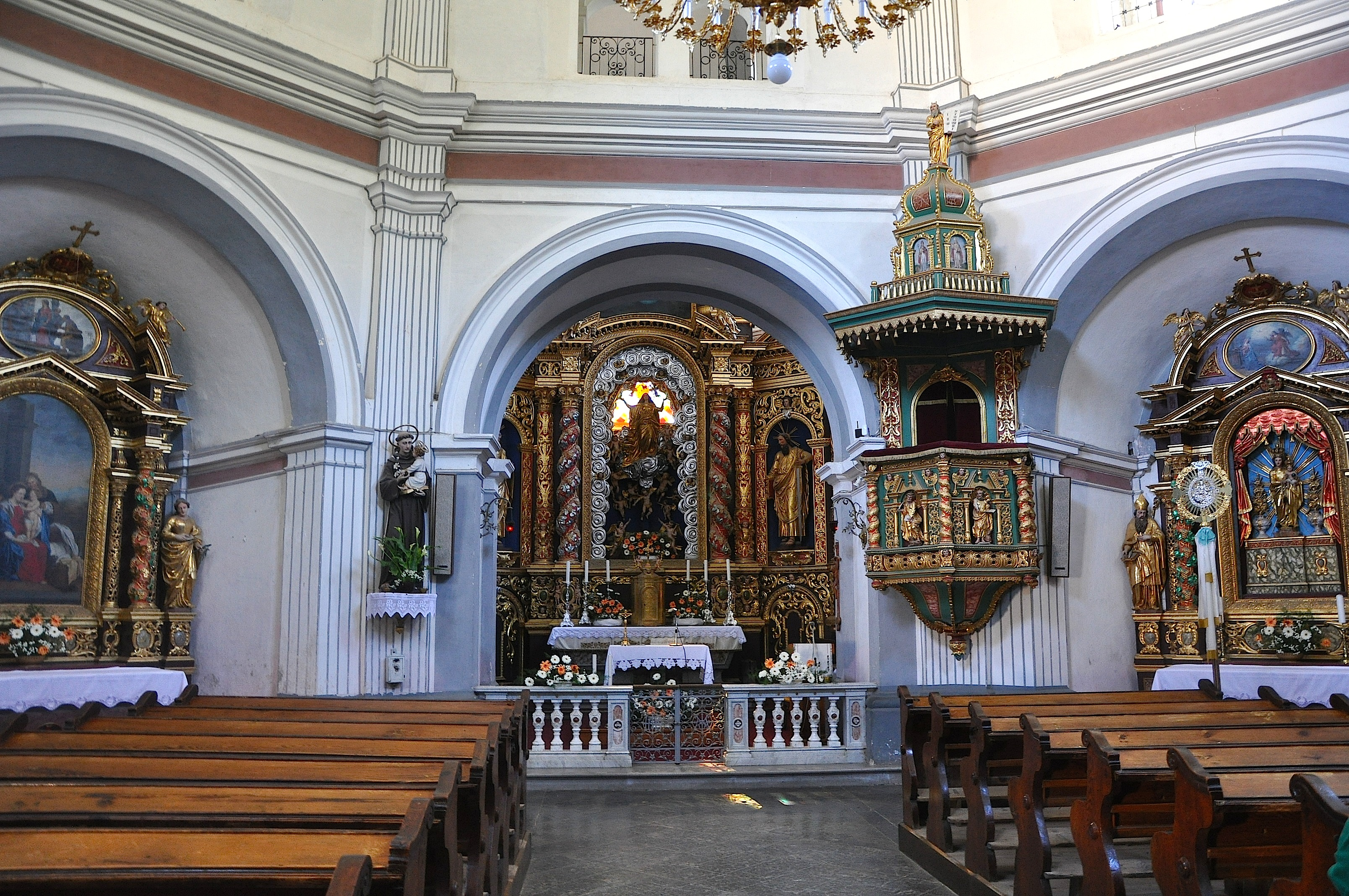
Wallfahrtskirche Maria Himmelfahrt, Innenraum
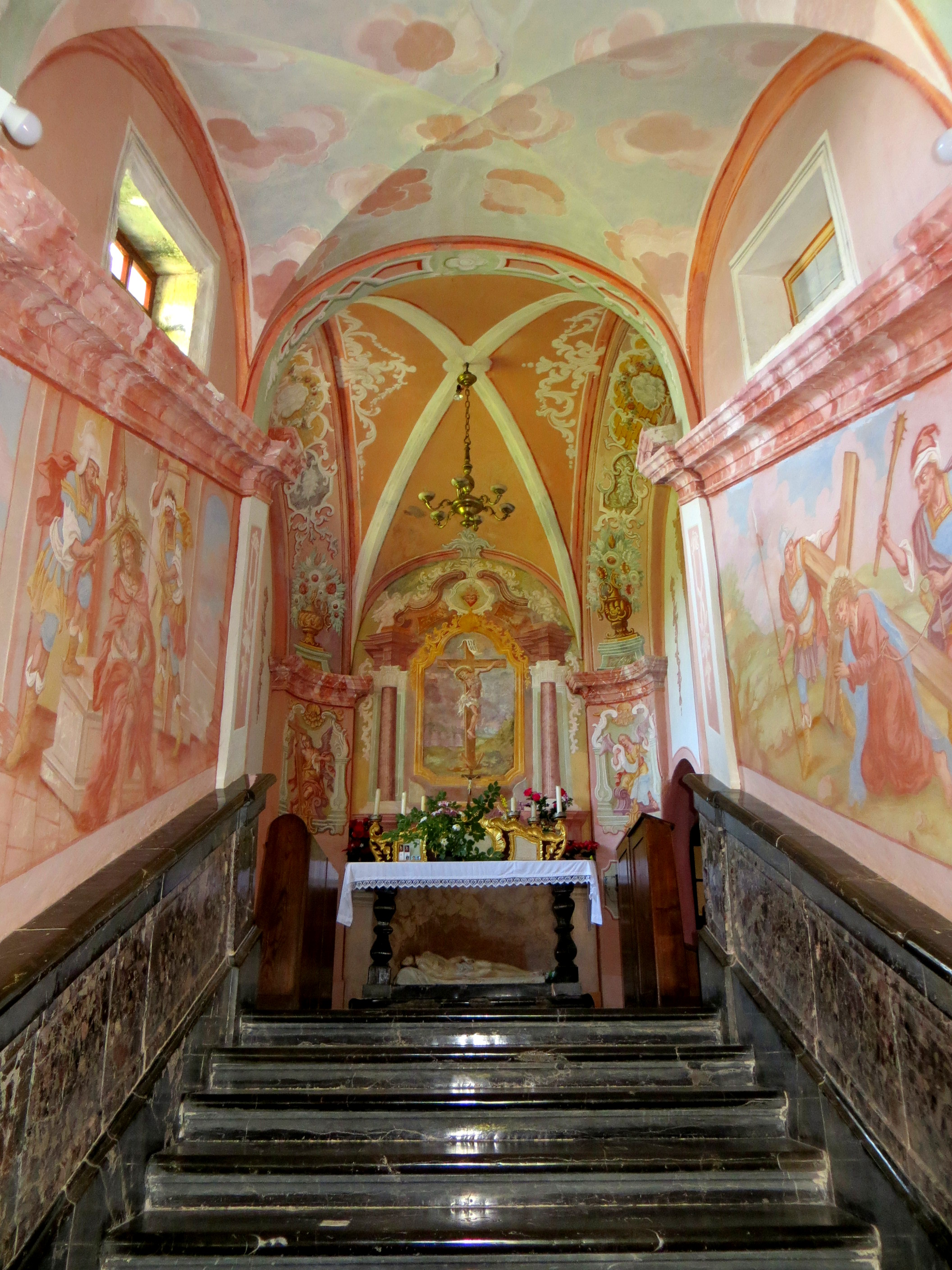
Wallfahrtskirche Maria Himmelfahrt, Heilige Treppe